# Künstlervereinigung Augsburg „Die Ecke“
Die Künstlervereinigung Augsburg „Die Ecke“ ist eine Künstlervereinigung, die 1907 in Augsburg gegründet wurde und bis heute besteht.

## Entstehungsgeschichte
„Die Ecke“ wurde am 4. Mai 1907 zur kulturellen Belebung des städtischen Lebens in Augsburg gegründet. Die Sorge um die künstlerische Kultur der Heimatstadt trieb die 8 Gründungsmitglieder um. Im Laufe der Jahrzehnte entwickelte sich „Die Ecke“ zum Ansporn für den Augsburger Kulturbetrieb. In der bis zum heutigen Tag existierenden Künstlervereinigung waren im Jahr 2007 insgesamt 130 Kunst schaffende ordentliche Mitglieder sowie 90 außerordentliche Mitglieder vereinigt.

## Gründungsmitglieder
Folgende acht Gründungsmitglieder waren 1907 bei der konstituierenden Sitzung im Nebenzimmer der Gaststätte „Weißer Gockel“ anwesend:
- der Architekt Gottfried Bösch
- der Architekt Sebastian Buchegger
- der Architekt Heinrich Keller
- der Architekt Eduard Rottmann
- der Architekt Heinrich Sturzenegger
- der Architekt Josef Zimmer
- der Bildhauer Oswald Mühlbauer
- sowie der Maler Karl Riß

Als erste Frau wurde 1915 Ida Paulin, die Glaskünstlerin, aufgenommen.

## Vereinsgeschichte
Die Diskrepanz zwischen der großen Vergangenheit der alten Reichsstadt Augsburg und der verspürten „kulturellen Agonie“ der Gegenwart waren der Motor der Vereinsgründung. Die Nachbarstadt München, mit vielen Künstlervereinigungen als Vorbild, regte die Konzeption einer lokalen Künstlervereinigung an. Speziell Architekten führten die kulturelle Innovation an.
Kaum gegründet, verschoben der Erste Weltkrieg und seine Folgen die Prioritäten der Gruppe. Es ging nun ums Überleben (5 Mitglieder fielen im Feld) sowie um bessere Arbeits- und Lebensbedingungen für die Vereinsmitglieder. Die Künstlervereinigung avancierte zur Beraterin für die Kirche und die Landbauämter. Wettbewerbe für Denkmäler (auch Kriegerdenkmäler) boten Beschäftigung und Einkommensquellen. In den späten 1920er Jahren resultierten aus der bestehenden Wohnungsnot unter Mitwirkung zahlreicher „Ecke“-Architekten neue Wohnbauprojekte wie der Zeppelinhof im Hochfeld, die Buchenau und der Ulmenhof in Oberhausen, und später der Schubert- und Lessinghof.
Anstrengungen, die Zusammenarbeit von Architekten, bildenden Künstlern und Handwerk in einem „Bund für Gestaltung Augsburg“ zu konzentrieren, wurden letztendlich durch die nationalsozialistische Machtübernahme im Jahre 1933 beendet. Die Gleichschaltung der „Ecke“ durch die Reichskammer der bildenden Künste erfolgte 1937.
Nach Kriegsende erfolgte am 18. November 1948 die Neugründung der „Ecke“. Sie fand neuen Zulauf durch Bildhauer, Maler und Grafiker. Der Wiederaufbau der kriegszerstörten Heimatstadt in den 1950er Jahren forderte die Kritik der „Ecke“ heraus – zu fortschrittsgläubig, zu sorglos in Bezug auf erhaltenswerte Bausubstanz – so die Analyse. Und sie konnte sich durchsetzen – wie zum Beispiel bezüglich der großen Freifläche vor dem Augsburger Rathaus.
Auf Initiative der „Ecke“ vergibt der Augsburger Stadtrat seit 1958 den Kunstförderpreis der Stadt Augsburg. Neben einer Professionalisierung des Ausstellungswesens unterstützt dieser Preis speziell auch die bildenden Künstler.
1970 erwarb die Künstlervereinigung das Anwesen Elias-Holl-Platz 6 in der Augsburger Altstadt, um dort eine eigene Kunstgalerie und eine Galeriekneipe zu etablieren. Regelmäßige Kunstausstellungen eigener wie auswärtiger Künstler folgten.
Bis zum heutigen Tag ist „Die Ecke“ im Kunstschaffen der Stadt Augsburg tätig.

## Ausstellungen (Auswahl)
- 1949 Weihnachtsausstellung im Schaezler-Palais
- 1951 Sommerausstellung im Goldenen Saal des Augsburger Rathauses
- 1957 Jubiläumsausstellung „ECKE 50“ zum 50-jährigen Bestehen der Vereinigung, Augsburg